# Gyponana laminella
Gyponana laminella är en insektsart som beskrevs av Delong 1983. Gyponana laminella ingår i släktet Gyponana och familjen dvärgstritar. Inga underarter finns listade i Catalogue of Life.